# Curcuma picta
Curcuma picta là một loài thực vật có hoa trong họ Gừng. Loài này được Jana Leong-Škorničková đặt tên khoa học chính thức đầu tiên năm 2008. Tên gọi địa phương: karchoora, catchur, cachura, cachoramu, gandhamoolaka, kutchoor, catchoor, cachoraa (Hindu, Telingas); sat’hi, sotee (Bengal), kua, zerumbed, zerumbad.

## Lịch sử phân loại
Năm 1810, William Roxburgh cung cấp mô tả ngắn gọn loài C. zerumbet với các nguồn dẫn chiếu là "Kua: Rheede Mal. 11: t. 7. (1692); Zerumbed: Rumph. Amb. 5: t. 68 (1747) và Amomum zerumbeth: Retz. Obs. 3. 55. [= Amomum zerumbeth J. König in Retz., Observ. Bot. 3: 55 (1783)". Năm 1811, Roxburgh cung cấp mô tả chi tiết hơn cho C. zerumbet, kèm hình minh họa. nhưng mô tả và hình minh họa của Roxburgh không giống với những gì mà Rheede, Rumphius và Koenig trong Retzius đã đề cập. Cụ thể, hiện tại mô tả và hình minh họa Kua của Rheede là lectotype cho C. zedoaria (Christm.) Roscoe, 1807 - một loài có cụm hoa ở bên, với vết mờ màu đỏ không rõ nét trên phiến lá, có ở miền nam và đông bắc Ấn Độ. Amomum zerumbeth của J. Koenig dựa theo Zerumbed của Rumphius và vì thế chúng đại diện cho cùng một loài, với thân rễ phân nhánh có ruột màu vàng, với vết màu đỏ trên phiến lá và cụm hoa trung tâm. Loài phù hợp nhất với mô tả này có lẽ là C. euchroma ở Indonesia. C. zerumbet của Roxburgh là loài có cụm hoa ở bên, với vết màu đỏ/tía rất rõ nét trên phiến lá, với thân rễ phân nhánh có ruột màu trắng.
Mô tả chi tiết của William Roscoe năm 1825 cho C. zedoaria không khớp với những gì ông mô tả ngắn gọn về chính loài này năm 1807; mà giống với mô tả cho C. zerumbet của Roxburgh (1810, 1811).
Năm 2008, Jana Leong-Škorničková et al. xem xét lại lịch sử định danh và nhận dạng của C. zedoaria (Christm.) Roscoe và C. zerumbet Roxb. và xác định mô tả cùng các tiêu bản của C. zerumbet Roxb. là một loài khác với C. zedoaria và C. euchroma. Nó được nhóm tác giả xác định có danh pháp là Curcuma picta, theo tên bị Roxburgh gạch bỏ trên tiêu bản holotype BM000784099.

## Tiêu bản định danh
India orientalis, Roxburgh s.n. (holotype: BM [barcode BM000784099]!; paratype: BM [barcode BM000784100]!).

## Từ nguyên
Tính từ định danh picta (giống đực: pictus, giống trung: pictum) là tiếng Latinh, nghĩa là sơn, tô vẽ; nói tới vệt màu đỏ đậm rõ nét chạy dọc theo gân giữa phiến lá, như thể nó được quét/vẽ bằng chổi. Tên gọi C. picta được chọn là do nó dường như là tên gọi mà ban đầu William Roxburgh muốn dùng để đặt cho tiêu bản.

## Phân bố
Loài này có tại Ấn Độ (Tây Bengal, Meghalaya), Bangladesh, Malaysia bán đảo, Sri Lanka, Thái Lan và du nhập vào một số nơi trong vùng nhiệt đới, như Tây Ấn.

## Mô tả
Tương tự như C. aeruginosa, thân rễ màu vàng rơm nhạt, các thùy tràng hoa màu trắng ánh vàng, vết màu đỏ sẫm rõ nét chạy dọc theo toàn bộ chiều dài xuống phía dưới (khác với C. aeruginnosa có vết màu hình lông chim đặc biệt rõ nét ở nửa xa của phiến lá là khác biệt).
Thân hành hình nón, có sọc; củ chân vịt dày, mọng, vỏ xám nhạt, ruột vàng rơm nhạt, mùi thơm dễ chịu; củ rễ treo trên các sợi rễ khỏe, hình trứng-thuôn dài hay hình quả lê, ruột trắng, có bột, gần như không mùi; thân mọc ra từ thân hành rễ, được 2-3 vảy tù, nhẵn, màu xanh lục, hơi có sọc, áp ép bao quanh, xanh lục toàn bộ nhưng hơi nhạt về phía rễ; cây cao 3-4 ft (0,9-1,2 m). Lá 4-6; phiến lá thẳng-hình mác, hình elip, nhọn đầu, dài 1-2 ft (30-60 cm), nguyên, nhẵn hai mặt, vết mờ với các sọc tía/đỏ sẫm kéo dài ở giữa dọc theo mặt trên, và sọc nhạt hơn ở mỗi bên của gân giữa mặt dưới, gân nhiều, nhỏ và song song; cụm hoa mọc từ gốc, mọc ở bên, khác biệt với, và nói chung trước các lá; cán hoa dài 5-6 inch (13-15 cm), được vài bẹ tù lỏng lẻo bao quanh; cành hoa bông thóc, dài 4-5 inch (10-13 cm), hình thành từ sự nối tiếp của các lá bắc xếp lợp hình trứng rộng-thuôn dài, lõm, hợp nhất ở nửa dưới của mép trong với lưng của lá bắc ngay phía trên tạo thành túi, màu lục nhạt ánh đỏ ở mép, mỗi lá bắc mang 3-4 hoa màu vàng không cuống, nở nối tiếp nhau; các lá bắc trên vô sinh, màu trắng hay mày vàng rơm nhạt, chuyển dần thành màu hồng tươi, đỏ thắm sẫm hay tía hoặc pha trộn của các màu này ở đỉnh, tạo thành mào của cây; lá bắc con không màu, ngắn, nhỏ, bao lấy hoa; đài hoa thượng, khoảng 1/3 chiều dài của tràng hoa, như màng, bán trong mờ, 3 răng không đều; tràng hoa hình phễu, ống tràng hơi cong, dần dần mở rộng, với viền đôi, phiến ngoài 3 phần màu vàng rơm nhạt, phần giữa hay phần trên lớn nhất, có mấu nhọn hình giùi, đậy trên bao phấn, hai phần bên hay phần dưới bằng nhau, hình mác, nguyên; phiến trong chia 2 phần, phần trên chia 3 phần, phần trung tâm hay chỉ nhị, ngắn và hẹp, mang bao phấn, hai phần bên (nhị lép) hình trứng ngược, bằng nhau, màu vàng nhạt, dài gần bằng môi dưới, chụm lại bảo vệ nó; phần dưới hay môi hình trứng rộng, màu vàng đến vàng sẫm, hơi chẻ đôi ở đỉnh, thò ra, uốn ngược; bao phấn 2 thùy, có cựa hình giùi, dài, nhọn, 2 tuyến mật ôm lấy vòi nhụy thanh mảnh, nhô lên giữa các bướu nhụy, và kéo dài hơn bao phấn một chút, kết thúc bằng đầu nhụy hình chén, có lông rung, ép dẹp; bầu nhụy có lông tơ, 3 ngăn. Tại Bengal ra hoa tháng 4.